# Maagportier
De maagportier of pylorus (lat. pylorus van Grieks πυλωρός, poortwachter) is de kringspier die zich aan de uitgang van de maag en het begin van de twaalfvingerige darm bevindt. Als deze kringspier verslapt kan voedsel naar de darm gaan.
Bij jonge zuigelingen is deze functie weleens verstoord, zie pylorushypertrofie.